# 770.
◄ | 7. stoljeće | 8. stoljeće | 9. stoljeće | ►
◄ | 740-ih | 750-ih | 760-ih | 770-ih | 780-ih | 790-ih | 800-ih | ►
◄◄ | ◄ | 767. | 768. | 769. | 770. | 771. | 772. | 773. | ► | ►►
Astronomija • Književnost • Kršćanstvo • Pravo • Promet

## Smrti
- Du Fu – kineski pjesnik

## Vanjske poveznice
|  | Zajednički poslužitelj ima još gradiva o temi 770. |